# You Can Play These Songs with Chords (Reissue)
You Can Play These Songs with Chords (Reissue) is een cd van de band Death Cab for Cutie, die acht opnieuw opgenomen nummers bevat van de in 1997 geproduceerde cassette You Can Play These Songs with Chords. Hiernaast bevat de cd ook tien geheel nieuw opgenomen nummers.

## Tracklist
1. President of What?
2. Champagne from a Paper Cup
3. Pictures in an Exhibition
4. Hindsight
5. That's Incentive
6. Amputations
7. Two Cars
8. Line of Best Fit
9. This Charming Man (november 1996)
10. TV Trays (november 1996)
11. New Candles (november 1996)
12. Tomorrow (november 1996)
13. Flustered/Hey Tomcat! (december 1997, geremixt mei 2002)
14. State Street Residential (maart 1998); zou op Something About Airplanes verschijnen
15. Wait" (januari 1999, geremixt mei 2002)
16. Prove My Hypotheses (mei 1999, geremixt mei 2002)
17. Song for Kelly Huckaby (juli 1999); zou op We Have the Facts and We're Voting Yes verschijnen
18. Army Corps of Architects (januari 2000, geremixt mei 2002)

Ben Gibbard · Chris Walla · Nick Harmer · Nathan Good · Michael Schorr · Jason McGerr
Albums: You Can Play These Songs with Chords · Something About Airplanes · We Have the Facts and We're Voting Yes · The Photo Album · You Can Play These Songs with Chords (Reissue) · Transatlanticism · Plans